# Čakre
Riječ Čakra dolazi iz sanskrtskog jezika i znači kotač. Postoji puno objašnjenja i tumačenja čakri, sa znanstvenog, i duhovno religijskog stajališta. Smatra se da je čakra energetski vrtlog, smješten u ljudskoj auri. Opisuje se kao posredni organ koji prima energiju izvana i usmjerava je dalje u organizam. Smještaj sedam glavnih čakri odgovara glavnim živčanim spletovima. Glavne čakre se nalaze na mjestima u auri gdje se nepomične zrake svjetla sijeku dvadeset i jedan put. Dvadeset i jedna sporedna čakra se nalazi na mjestima gdje se energetske zrake sijeku četrnaest puta. Ove čakre smještene su u dlanovima, stopalima, koljenima, gonadama, dojkama, u jetri, u želucu, po dvije u slezeni, jedna u timusu; jedna u svakom oku, po jedna u oba uha, jedna na mjestu spajanja ključnih kostiju, te jedna u blizini solarnog pleksusa. Još manji centri snaga vjerojatno odgovaraju akupunkturnim točkama kineske medicine.
Čakra je aktivni centar koji prima, usvaja i oslobađa životnu energiju (Prana, Chi, Qi, Bioenergija).Sama riječ čakra doslovce se prevodi kao kotač ili disk ili vrtnja. Nazivaju se i lotosovi cvjetovi.  Odnose se na vrteći konus bioenergije, koja izbija iz glavnog živca ganglia i iz kralješnice. Takvih je sedam čakri poredanih u nizu od temelja kralješnice do vrha glave. Prostiru se ispred i iza tijela. Najdonja i najgornja čakra nalaze se ispod i iznad tijela.
Prema nekim istočnim shvaćanjima, čakre su stupnjevi svijesti, i stanje duše. U metafizičkom konceptu to su energetska središta profinjene duhovne snage, koje djeluju na fizičkom, emocionalnom, misaonom i duhovnom planu.

### Povijest
Pojam i ideja o čakrama izvorno je nastala u Indiji, prije više od 4000 godina. Čakre se spominju u Vedama i kasnije u          Upanišadi, Jogi Sutras Patanjali, i najviše u 16. stoljeću u tekstu  Sat-Chakra-Nirupana indijskog jogija. 1920-ih godina, Sir John Woodroffe (pseudonim: Arthur Avalon) je upoznao zapad s čakrama u svojoj knjizi The Serpent Power (Kundalini joga). Na zapadu čakre su poznate i iz priopćenja nekih europskih mistika i vidovnjaka.